# Diocese de Essen
A Diocese de Essen (em latim: Dioecesis Essendiensis e em alemão:  Bistum Essen) é uma circunscrição eclesiástica católica alemã, sufragânea da Arquidiocese de Colônia. Hoje é liderada pelo bispo Dom Franz-Josef Overbeck.

## Território
Localiza-se no centro-oeste da Alemanha, no estado da Renânia do Norte-Vestfália. A sede episcopal é a cidade de Essen, onde fica a Catedral da Santíssima Trindade.
O território é dividido em 281 paróquias.

## História
A diocese foi erigida em 23 de fevereiro de 1957 através da bula papal Germanicae gentis de Pio XII, com território desmembrado de Arquidiocese de Colônia, da Arquidiocese de Paderborn e da Diocese de Münster. Houve pequenas alterações territoriais em 1975 e 2007.

## Líderes
| #                 | Nome                 | Período   | Notas                    |
| Bispos            | Bispos               | Bispos    | Bispos                   |
| ----------------- | -------------------- | --------- | ------------------------ |
| 4º                | Franz-Josef Overbeck | 2009-     | Atual                    |
| 3º                | Felix Genn           | 2003-2008 | Nomeado Bispo de Münster |
| 2º                | Hubert Luthe         | 1991-2002 |                          |
| 1º                | Franz Hengsbach      | 1957-1991 |                          |
| Bispos auxiliares |                      |           |                          |
|                   | Andreas Geßmann      | 2024-     | Atual                    |
|                   | Wilhelm Zimmermann   | 2014-2024 | Bispo auxiliar emérito   |
|                   | Ludger Schepers      | 2008-     | Atual                    |
|                   | Franz Vorrath        | 1995-2014 |                          |
|                   | Franz Grave          | 1988-2008 |                          |
|                   | Wolfgang Große       | 1968-1991 |                          |
|                   | Julius Angerhausen   | 1959-1986 |                          |

## Estatísticas
A diocese, até o final de 2006, havia batizado 930.653 pessoas em uma população de 2.615.873, correspondendo a 35,6% do total.